# Stadion Wandy Kraków
Stadion Wandy Kraków – stadion żużlowy w Krakowie, znajdujący się w Nowej Hucie, w granicach szesnastej dzielnicy Bieńczyce.

## Historia
Stadion został zbudowany w 1957 roku. Na początku istnienia w latach 1957–1965 jako jeden z pierwszych stadionów w Polsce, był wyposażony w sztuczne oświetlenie toru. Na torze w Nowej Hucie rozegrano dwa test mecze reprezentacji Polski. W pierwszym, rozegranym 9 lipca 1959, Polska pokonała reprezentację Austrii 73:35. W drużynie Polski wystąpili zawodnicy Wandy: Bogdan Jaroszewicz, Maciej Korus, Jan Fijałkowski i Zdzisław Zachara. W drugim meczu rozegranym 11 października 1960 Polska uległa Anglii 46:62. Mecz ten oglądała rekordowa liczba widzów – 25 tysięcy.
Po reaktywacji sekcji Wandy w 1993 roku, tor został odbudowany i na powrót przystosowany do rozgrywania zawodów żużlowych. Po serii nieukończonych przez Wandę sezonów klub wycofał się z rozgrywek w 2005 roku. Po pięcioletniej przerwie w funkcjonowaniu żużla, w sierpniu 2009 roku nastąpiła kolejna reaktywacja. Poprzedziła ją generalna modernizacja toru – wymiana nawierzchni z żużlowej na sjenitową, zamontowanie nowej bandy standardowej oraz dmuchanej, instalacji elektrycznej, sygnalizacji, środków łączności. Zakupiono nowe maszyny startowe oraz pulpit sędziowski. Zamontowane również zostały krzesełka na przeciwległej prostej. Z okazji 60-lecia powstania Nowej Huty rozegrany został turniej indywidualny o silnej obsadzie, z Tomaszem Gollobem na czele.

## Rekordy toru
Lata 1957-1965, długość toru 403 m
| Czas      | Rekordzista        | Data                 | Mecz                           |
| --------- | ------------------ | -------------------- | ------------------------------ |
| 87,0 sek. | Zygmuntowski       | 20 października 1957 | PZMot Kraków – Sparta Wrocław  |
| 85,7 sek. | Zdzisław Zachara   | 27 października 1957 | Wanda – Legia Krosno           |
| 84,0 sek. | Bogdan Jaroszewicz | 20 kwietnia 1958     | Wanda – Legia Krosno           |
| 83,5 sek. | Bogdan Jaroszewicz | 30 marca 1959        | Wanda – Włókniarz Częstochowa  |
| 83,0 sek. | Zygmunt Pytko      | 6 kwietnia 1959      | Wanda – Unia Tarnów            |
| 82,5 sek. | Bogdan Jaroszewicz | 11 października 1959 | Wanda – Unia Tarnów – Cracovia |
| 81,9 sek. | Florian Kapała     | 25 października 1959 | Wanda – Stal Rzeszów           |
| 78,1 sek. | Peter Craven       | 8 listopada 1960     | Polska – Anglia                |

Lata 1993–2005, długość toru 396 m 
| Czas      | Rekordzista     | Data             | Mecz                                  |
| --------- | --------------- | ---------------- | ------------------------------------- |
| 72,0 sek. | Antonín Kasper  | 12 kwietnia 1993 | DM II ligi – Wanda – Start Gniezno    |
| 70,9 sek. | Antonín Kasper  | 2 kwietnia 1995  | DM II ligi – Wanda – Start Gniezno    |
| 70,8 sek. | Zenon Kasprzak  | 21 kwietnia 1996 | DM II ligi – Wanda – Kolejarz Rawicz  |
| 70,2 sek. | Zoltán Adorján  | 29 września 1996 | DM II ligi – Wanda – RKM Rybnik       |
| 70,1 sek. | Robert Dados    | 6 maja 1997      | Eliminacje MDMP grupa 2               |
| 69,6 sek. | Siergiej Darkin | 23 maja 1999     | DM II ligi Wanda – Iskra Ostrów Wlkp. |

Lata 2009-2023, długość toru 389,5 m
| Czas       | Rekordzista       | Data                | Mecz                                      |
| ---------- | ----------------- | ------------------- | ----------------------------------------- |
| 67,00 sek. | Emil Sajfutdinow  | 23 sierpnia 2009    | Turniej "60 lat Nowej Huty"               |
| 66,00 sek. | Janusz Kołodziej  | 3 października 2010 | II Turniej o Puchar Prezydenta Krakowa    |
| 65,94 sek. | Andrzej Lebiediew | 26 kwietnia 2015    | Nice PLŻ - Wanda - SK Lokomotīve Dyneburg |
| 64,98 sek. | Andriej Karpow    | 26 kwietnia 2015    | Nice PLŻ - Wanda - SK Lokomotīve Dyneburg |

Od 2024
| Czas       | Rekordzista         | Data             | Mecz                                       |
| ---------- | ------------------- | ---------------- | ------------------------------------------ |
| 66,89 sek. | Jacob Thorssell     | 1 kwietnia 2024  | Turniej o Puchar Prezydenta Miasta Krakowa |
| 66,86 sek. | Bartosz Bańbor      | 24 sierpnia 2024 | Drużynowe Mistrzostwa Europy do lat 23     |
| 66,54 sek. | Jakub Krawczyk      | 24 sierpnia 2024 | Drużynowe Mistrzostwa Europy do lat 23     |
| 65,95 sek. | Bartłomiej Kowalski | 24 sierpnia 2024 | Drużynowe Mistrzostwa Europy do lat 23     |
| 65,64 sek. | Bartosz Bańbor      | 24 sierpnia 2024 | Drużynowe Mistrzostwa Europy do lat 23     |

## Zdjęcia

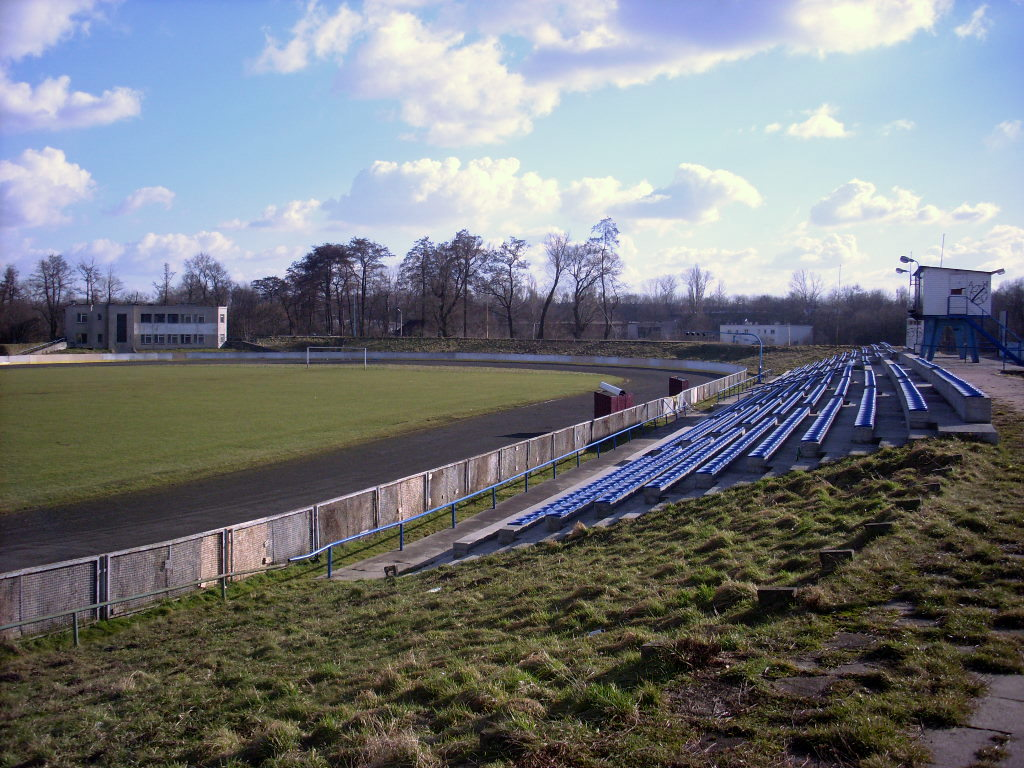
Tor przed przebudową - 15.02.2008
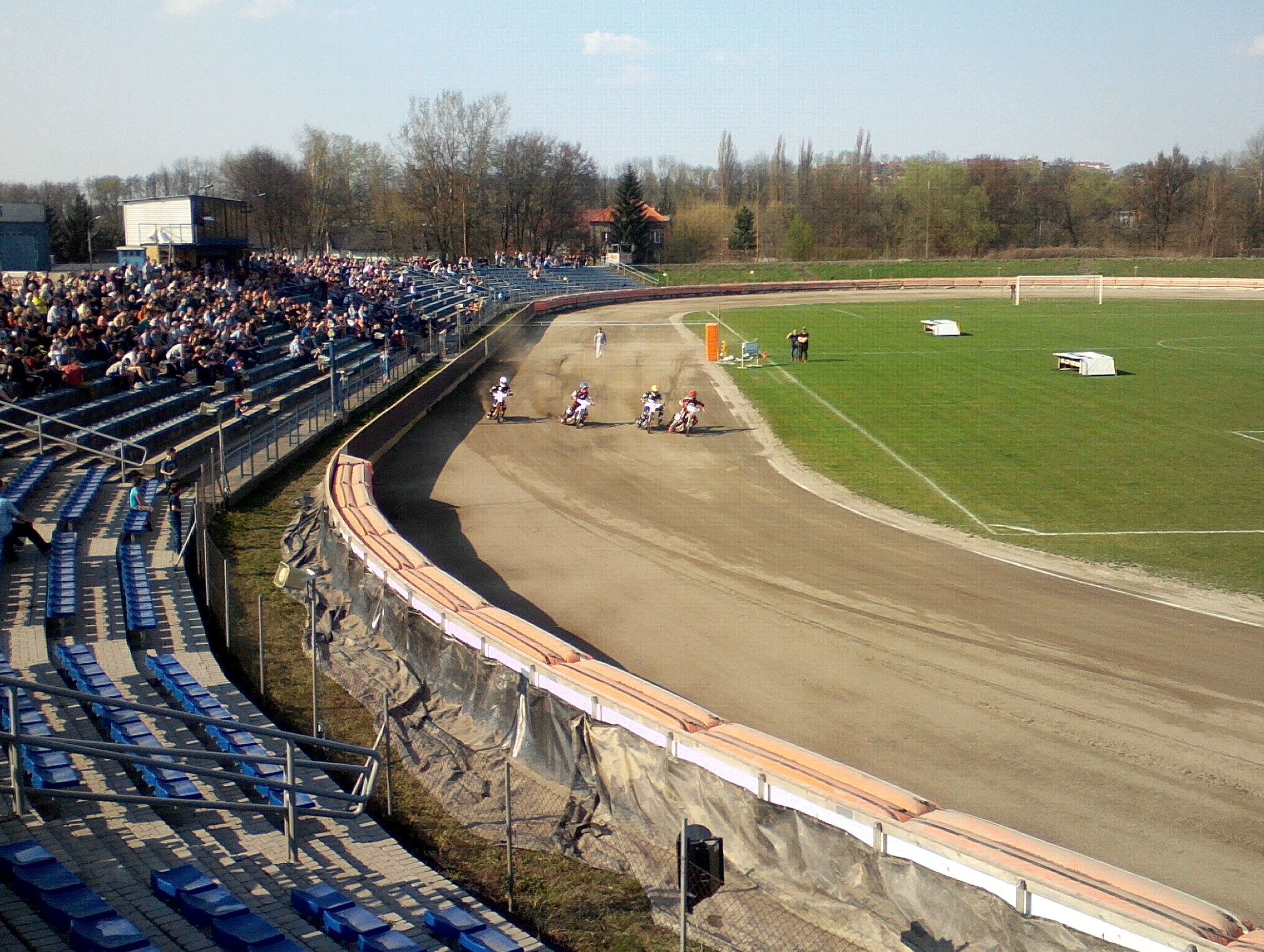
Trening na stadionie Wandy Kraków - 02.04.2017
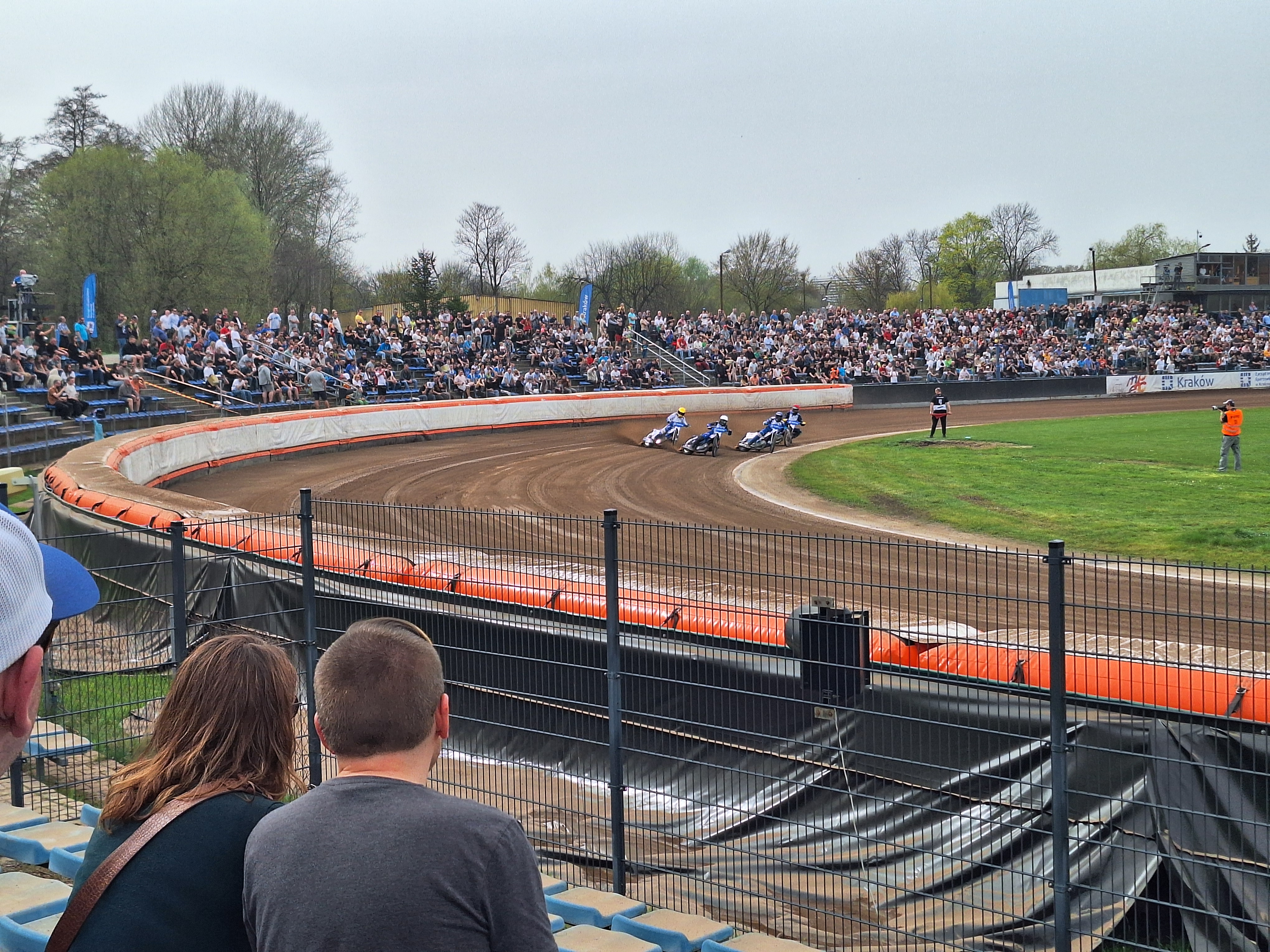
Turniej o Puchar Prezydenta Miasta Krakowa - 01.04.2024